# 轩
轩的本义是指向上翘起的曲木，在中国传统建筑中，特指南方高敞栱曲的房间，附属于主体的卷棚式屋顶，类似于北方建筑的廊。可分为内轩和廊轩。常见的轩有抬头轩、船篷轩、鹤颈轩（鹤胫轩）、菱角轩、海棠轩、一支香轩等。

## 延伸阅读
[在维基数据编辑]
 《欽定古今圖書集成·經濟彙編·考工典·軒部》，出自陈梦雷《古今圖書集成》